# Hugo van Sint-Victor

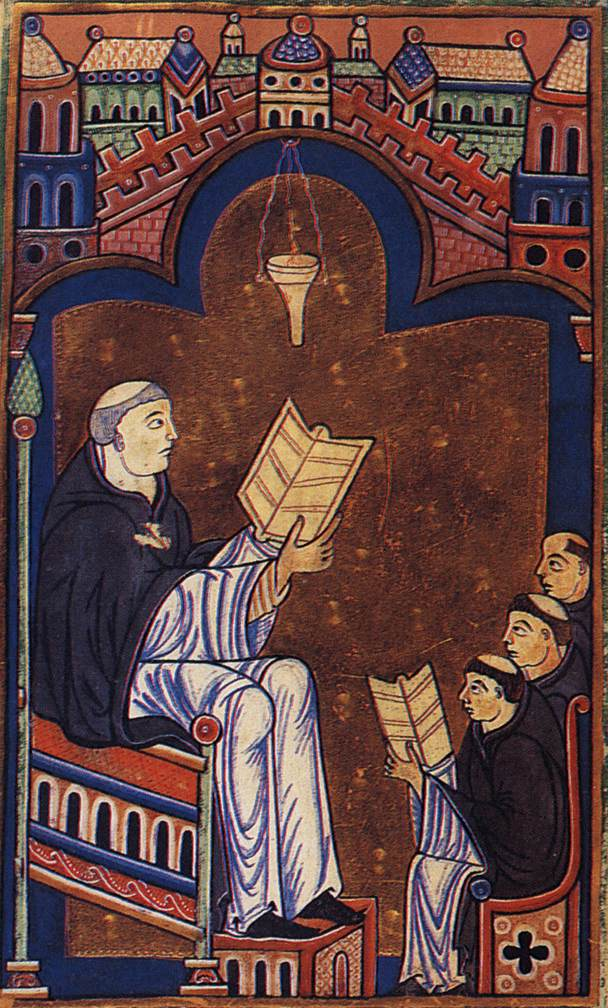
Hugo van Sint-Victor geeft onderricht in de kloosterschool (Bodleian Library)

Hugo van Sint-Victor (ca. 1097, Hertogdom Lotharingen, Ieper of hertogdom Saksen (?) – 1140/1141, Parijs) was een beroemd mysticus en scholastisch filosoof en theoloog.

## Leven
Hugo is in 1115 als kanunnik ingetreden in de abdij Saint-Victor te Parijs (Victorijnen), waar hij aan de beroemde kloosterschool in de Godsgeleerdheid onderwijs gaf en de "tong van Augustinus" werd genoemd.
Al in de vroegchristelijke periode werd de metafoor van het boek van de natuur gehanteerd. Dit was een opvatting die de natuur ziet als een boek dat - naast de Bijbel – gelezen kan worden als een bron van godskennis. Vanaf  Augustinus lag een nadruk op het belang dat op deze wijze ook ongeletterden tot die godskennis konden komen.
Hugo van Sint-Victor benadrukte dat het universele begrip voor het boek van de natuur verzwakt werd door de realiteit van het bestaan van menselijke zonde. De Bijbel heeft een vorm van een helende functie over het boek van de natuur. Het herkennen van God in de natuur is geen gemakkelijke opgaaf. Hij introduceerde, net als Bonaventura later, een derde boek, het Boek van het Kruis. Daarin werd Christus en zijn incarnatie vergeleken met een boek dat gelezen moet worden om tot een juist begrip van de andere twee boeken te komen.
Hij benoemt in zijn werk De Arca Noe Morali drie boeken. Het eerste is alles wat door menselijke activiteiten ontstaat. Het tweede boek is de schepping door God en het derde is Wijsheid zelf. Christus als de geïncarneerde Wijsheid heeft hier de rol van de Heilige Schrift waarvan hij de vervulling is. Dat boek heeft een binnen – en een buitenkant. De eerste kant vanwege zijn onzichtbare goddelijkheid en de tweede vanwege zijn zichtbare menselijkheid. Dit zijn formuleringen die ontleend kunnen zijn aan Ezechiël 2:9-10. Toen zag ik, en ziet, er was een hand tot mij uitgestoken; en ziet, daarin was de rol van een boek. En Hij spreidde die voor mijn aangezicht uit; en zij was beschreven voor en achter en Openbaringen 2. En ik zag in de rechterhand van Hem Die op de troon zat, een boekrol, van binnen en van buiten beschreven .

## Werken
Men rekent:
- De arca Noë morali,
- De arca Noë mystica,
- De vanitate mundi en
- Soliloquium de arrha animae tot zijn mystieke geschriften.
- Zijn werk De sacramentis christianae fidei is meer scholastiek van aard, terwijl hij – hoewel het auteurschap in twijfel wordt getrokken –
- in het werk Summa sententiarum zijn theologische opvattingen uit de doeken zou doen.
- Hij schreef ook nog een werk over alles wat in die tijd als wetenswaardig gold, getiteld De eruditione didascalica, naast een inleiding op de Bijbel.

## Publicatie
Zijn werken zijn in 1648 in drie delen uitgegeven en vormen tevens deel 175 tot 177 van de Patrologia Latina van Jacques Paul Migne.